# جوردون ويليز
جوردون ويليز (بالإنجليزية: Gordon Willis)‏ (28 مايو 1931 في نيويورك) هو مصور كاميرا أمريكي، عمل مع عدد من الأفلام المعروفة.

## حياته وعمله
كان والده يعمل في مواد التجميل لدى شركة وارنر بروس. أمضى جوردون كثيراً من الوقت في شبابه في دور السينما بنيويورك. بدأ كمصور وعمل لمدة 12 سنة عند القوات الجوية للولايات المتحدة الأمريكية في قسم الكاميرا. عمل فيما بعد مصور كاميرا للأفلام وثائقية والإعلانات في نيويورك.
عمل عام 1970 لأول مرة في فيلم روائي اسمه (نهاية الطريق) كمصور كاميرا.

## الجوائز
رشح جوردون ويليز مرتين لجائزة الأوسكار لأحسن مصور كاميرا، مرة عام 1983 عن فيلم زيليغ والثانية عام 1991 عن فيلم العراب: الجزء الثالث

## روابط خارجية
- جوردون ويليز على موقع IMDb (الإنجليزية)
- جوردون ويليز على موقع ألو سيني (الفرنسية)
- جوردون ويليز على موقع أول موفي (الإنجليزية)
- جوردون ويليز على موقع قاعدة بيانات برودواي على الإنترنت (الإنجليزية)
- جوردون ويليز على موقع قاعدة بيانات الأفلام السويدية (السويدية)
- جوردون ويليز على موقع قاعدة بيانات الفيلم (الإنجليزية)
- جوردون ويليز على موقع كينوبويسك (الروسية)